# متسامبورو
متسامبورو هي مدينة صيد صغيرة وبلدية فرنسية في إقليم مايوت الخارجي في المحيط الهندي. مجموع السكان حسب تعداد عام 2012 نحو 7,805 نسمة.